# Michelle Ulbrich
Michelle Ulbrich (* 3. November 1996 in Bremen) ist eine deutsche Fußballspielerin, die seit dem 1. Juli 2011 für Werder Bremen und auf Leihbasis die Rückrunde der Saison 2024/25 für den FC Bayern München spielte.

## Karriere
Ulbrich, in Bremen geboren, begann im Stadtteil Neustadt beim Mehrspartensportverein, der Bremer Turn- und Sportgemeinde Neustadt, mit dem Fußballspielen. Zur Saison 2011/12 wechselte sie in die Jugendabteilung von Werder Bremen und kam  zuletzt für die B-Jugendmannschaft zum Einsatz, für die sie in der Saison 2012/13 16 Punktspiele in der Staffel Nord/Nordost der B-Juniorinnen-Bundesliga bestritt und vier Tore erzielte. Noch als B-Jugendspielerin kam sie für die erste Mannschaft in drei Punktspielen der Gruppe Nord der seinerzeit zweigleisigen 2. Bundesliga zum Einsatz. Ihr Debüt im Seniorinnenbereich gab sie am 2. Dezember 2012 (11. Spieltag) beim 7:2-Sieg im Auswärtsspiel gegen den Aufsteiger und späteren Absteiger Holstein Kiel über 90 Minuten. Seitdem gehört sie dauerhaft der ersten Mannschaft an, mit der sie während ihrer gegenwärtig andauernden Vereinszugehörigkeit dreimal in die höchste Spielklasse im Frauenfußball aufgestiegen ist. Ihr Debüt in der Bundesliga gab sie zum Saisonauftakt am 30. August 2015 beim 6:2-Sieg im Heimspiel gegen den 1. FC Köln über 90 Minuten. Gegen diese Mannschaft erzielte sie auch ihr erstes und einziges Saisontor; beim 2:2-Unentschieden im Franz-Kremer-Stadion gelang ihr in der Nachspielzeit der ersten Spielhälfte der Treffer zum 2:1-Führung. Für den Verein bestritt sie 69 Punktspiele (4 Tore) in der 2. Bundesliga Nord, 15 (1 Tor) in der eingleisigen 2. Bundesliga und bislang 123 (8 Tore) in der Bundesliga. Im Wettbewerb um den nationalen Vereinspokal war sie mit ihrer Mannschaft in elf aufeinander folgenden Spieljahren vertreten, in denen sie in bislang 28 Spielen vier Tore erzielte.(Stand: 6. November 2023)
Zur Rückrunde der Saison 2024/25 wurde sie vom Ligakonkurrenten FC Bayern München auf Leihbasis zur Verstärkung der Defensive verpflichtet. Ihr Pflichtspieldebüt gab sie am 9. März 2025 (16. Spieltag) beim 3:0-Sieg im Bundesliga-Auswärtsspiel gegen den 1. FC Köln mit Einwechslung für Carolin Simon in der 72. Minute. Mit dem FC Bayern München gewann sie 2025 das Double aus Deutscher Meisterschaft und Pokal. Ihr letztes Pflichtspiel für den FC Bayern München bestritt sie zum Saisonausklang am 11. Mai 2025 beim 3:0-Sieg im Heimspiel gegen die SGS Essen; vor diesem Spiel wurde sie vom Verein verabschiedet.

## Erfolge
FC Bayern München
- Deutscher Meister 2025
- DFB-Pokal-Sieger 2025

Werder Bremen
- Dreimaliger Aufstieg in die Bundesliga
  - als Meister 2. Bundesliga Nord 2017 und 2020
  - als Zweiter 2. Bundesliga Nord 2015